# سیارک ۱۹۰۲۹
سیارک ۱۹۰۲۹ (به انگلیسی: 19029 Briede، نامگذاری:2000SR205) نوزده هزار و بیست و نهمین سیارک کشف شده‌است که در ۲۴ سپتامبر ۲۰۰۰ کشف شد.
قدر مطلق سیارک برابر ۱۳.۵ است.